# Arquidiócesis de Aviñón
La arquidiócesis de Aviñón (en latín: Archidioecesis Avenionensis y en francés: Archidiocèse d'Avignon) es una circunscripción eclesiástica de la Iglesia católica en Francia. Se trata de una arquidiócesis latina, sufragánea de la arquidiócesis de Marsella. Desde el 11 de junio de 2021 su arzobispo es François Fonlupt.

## Territorio y organización

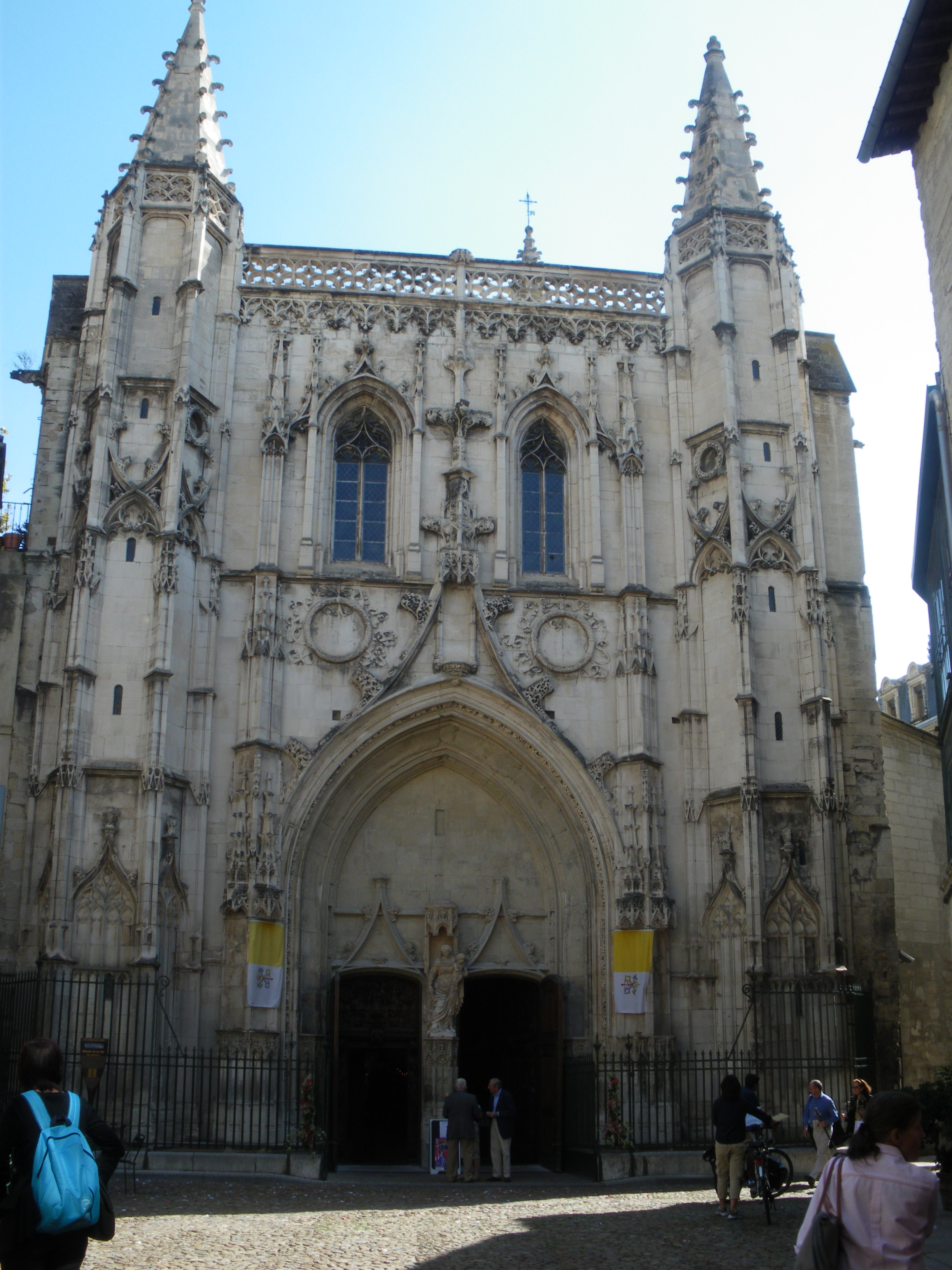
Basílica de San Pedro, en Aviñón

La arquidiócesis tiene 3520 km² y extiende su jurisdicción sobre los fieles católicos de rito latino residentes en el departamento de Vaucluse en la región de Provenza-Alpes-Costa Azul. 

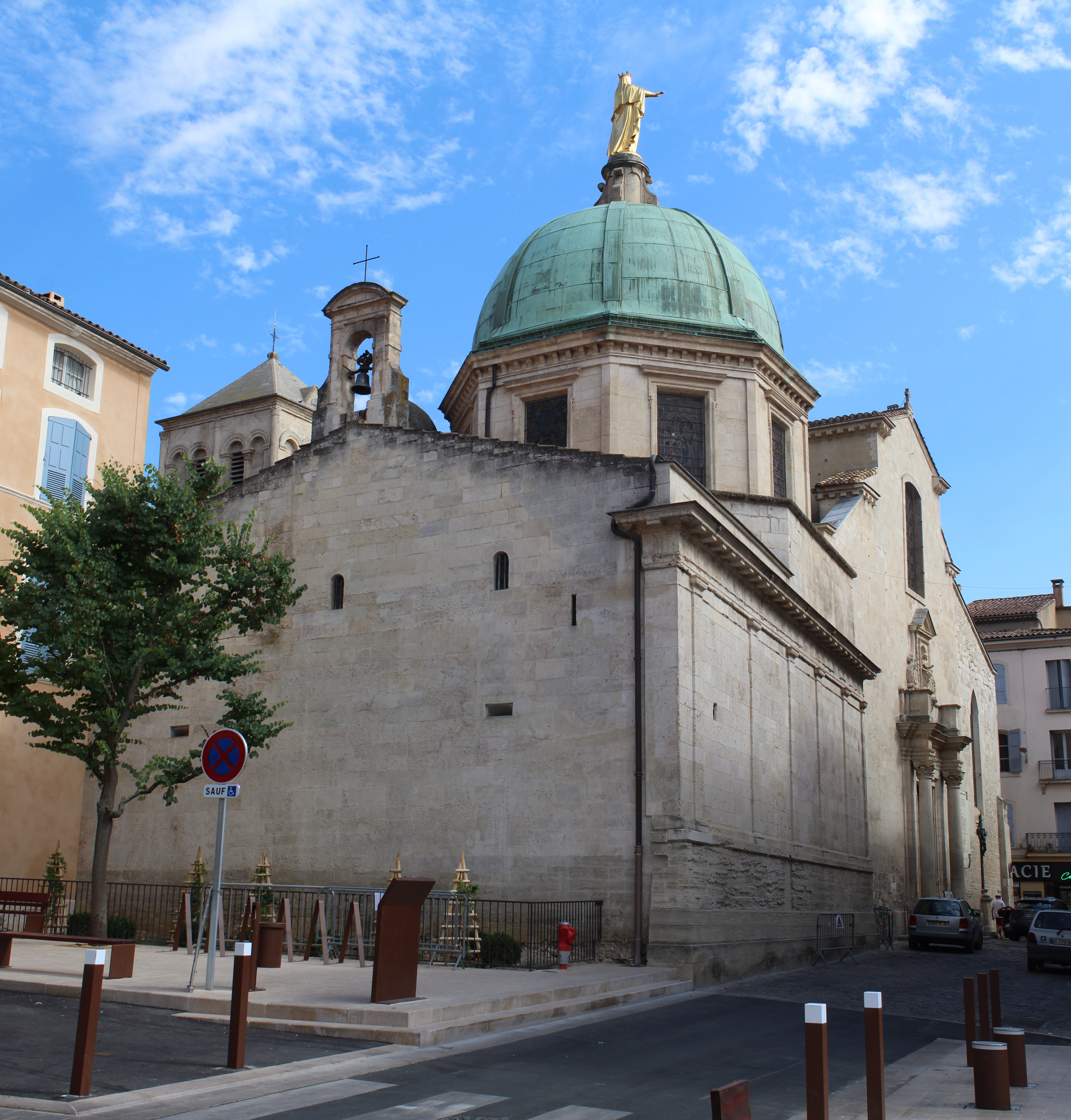
Excatedral de Santa Ana, en Apt

La sede de la arquidiócesis se encuentra en la ciudad de Aviñón, en donde se halla la Catedral de Notre-Dame des Doms y la basílica de San Pedro. En el territorio de la arquidiócesis existen 6 excatedrales: de Santa Ana, en Apt; de San Sifredo, en Carpentras; de Catedral de Nuestra Señora y San Verano (Cavaillon)|Nuestra Señora y San Verano, en Cavaillon; de Nuestra Señora de Nazaret, en Orange; y de Nuestra Señora de Nazaret, en Vaison-la-Romaine.

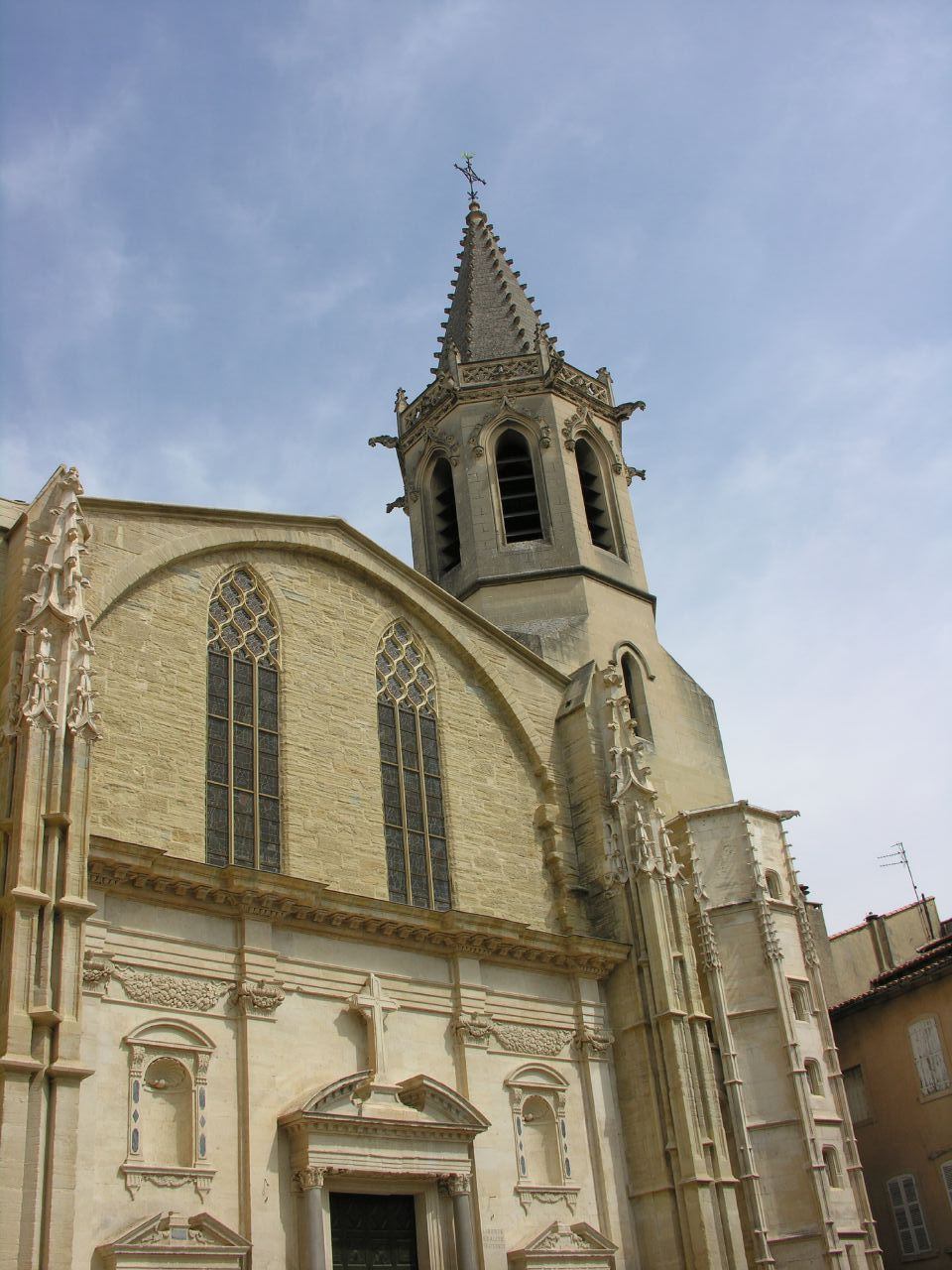
Excatedral de San Sifredo, en Carpentras

En 2022 en la arquidiócesis existían 173 parroquias agrupadas en 8 decanatos: Apt, Aviñón, Grande Aviñón, Carpentras, Cavaillon-L'Isle-sur-la-Sorgue, Orange-Bollène, Pertuis y Vaison-la-Romaine-Valréas.

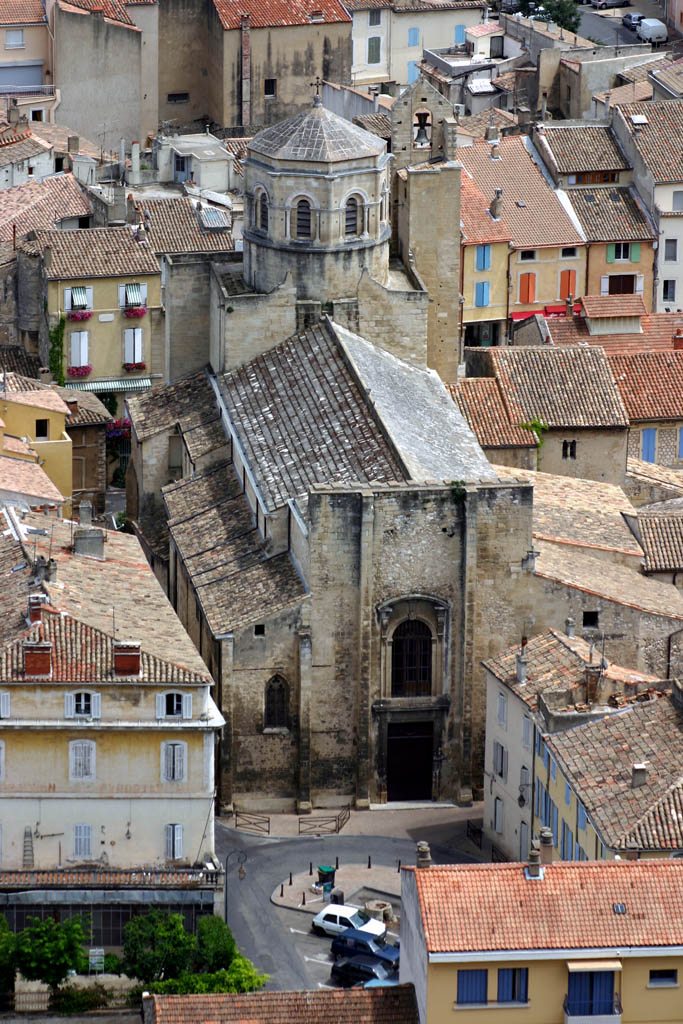
Excatedral de Nuestra Señora y San Verano, en Cavaillon

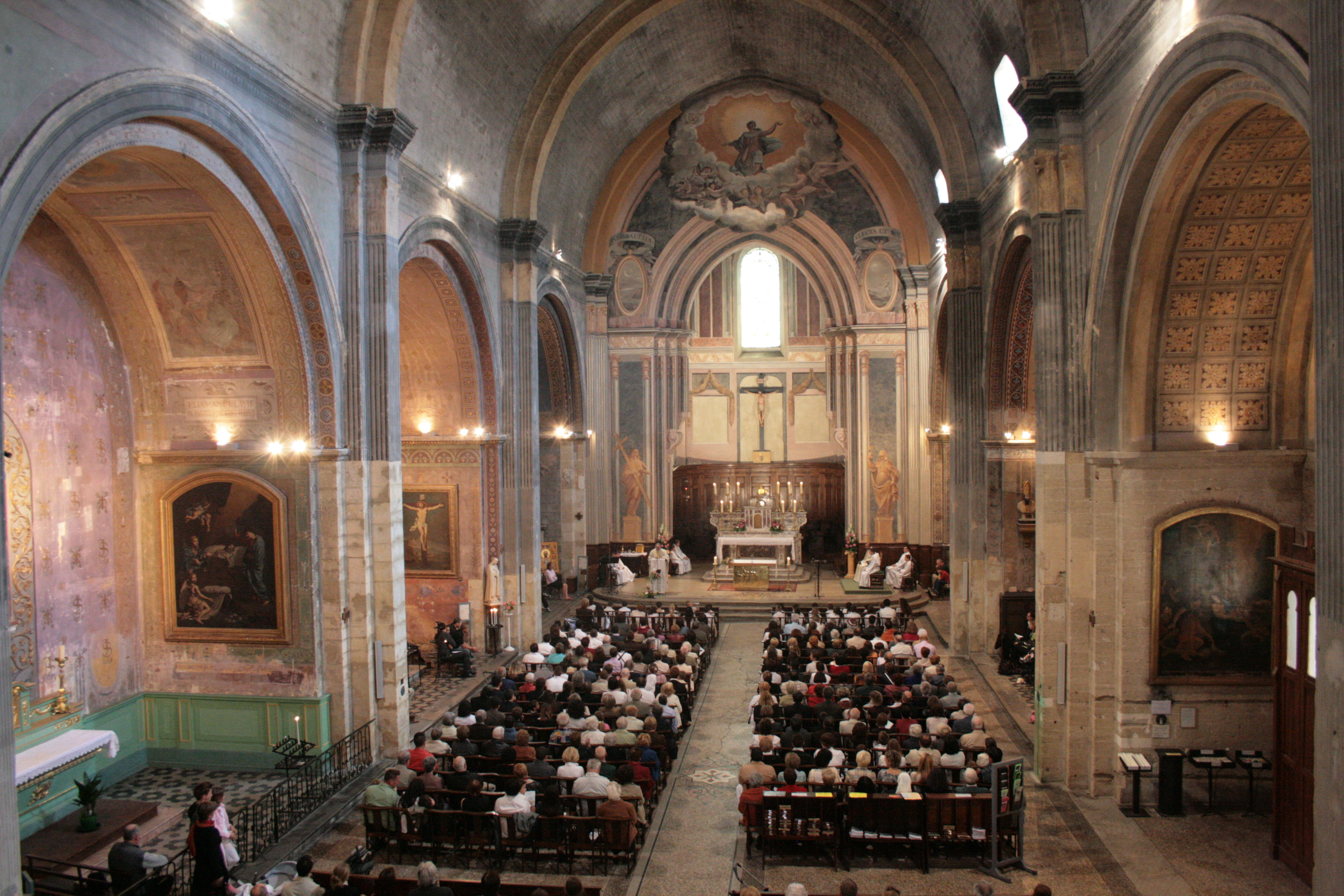
Excatedral de Nuestra Señora de Nazaret, en Orange

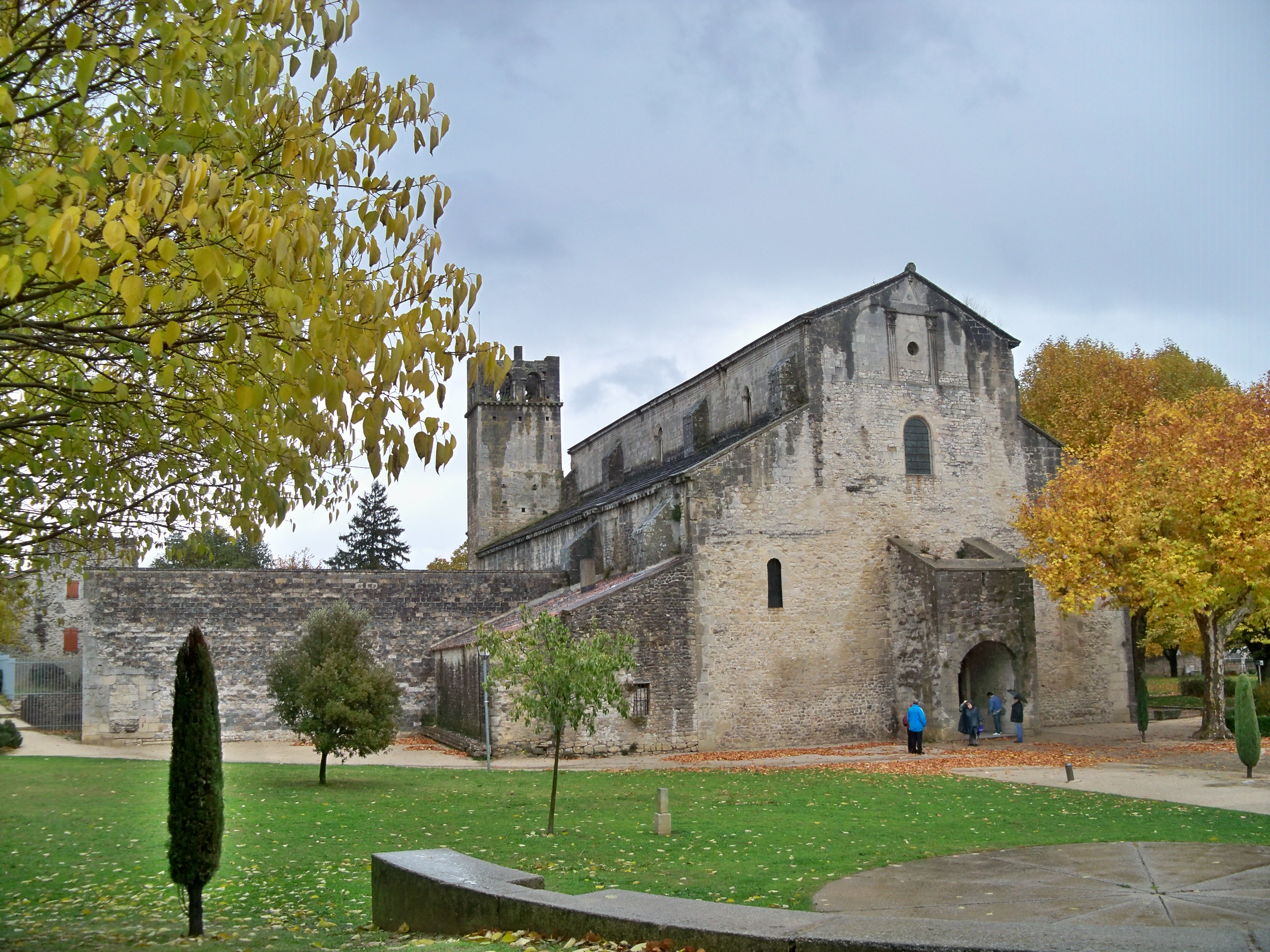
Excatedral de Nuestra Señora de Nazaret, en Vaison-la-Romaine

## Historia
La tradición atribuye la difusión del cristianismo en Aviñón a san Rufo, que era hijo de Simón de Cirene, quien ayudó a Jesús a llevar la cruz al Gólgota, y que fue enviado a la Galia por san Pablo, de quien era discípulo.
El origen de la diócesis es incierto, atestiguado con certeza en el siglo V. El papa León I en 450 asignó Aviñón a la provincia eclesiástica de la arquidiócesis de Arlés, restándola de la de Vienne. El primer obispo documentado fue Nectario, que participó en el Concilio de Riez en el año 439. La tradición sitúa el episcopado de san Agrícola, patrono de Aviñón, en la segunda mitad del siglo VII.
Del siglo siglo VII al siglo IX la diócesis vivió un período de decadencia debido a la ocupación sarracena, que acabó con el dominio de los reyes de Provenza, que favorecieron el nacimiento de capítulos y monasterios.
Ya a finales del siglo XI era una sede de primordial importancia, hasta el punto de que el papa Urbano II la visitó dos veces. En el siglo siguiente siguieron las visitas de los papas Gelasio II e Inocencio II y nuevamente en 1251 la del papa Inocencio IV. El siglo XII está dominado por la figura del gran obispo Geoffroy I, organizador de la ciudad y del municipio de Aviñón, que obtuvo la confirmación de las vastas posesiones de su Iglesia del papa Adriano IV en 1155 y en 1157 del emperador Federico I Barbarroja.
En el siglo XIII la diócesis vio la difusión de la herejía albigense y tuvo un oponente válido en la persona del obispo, de origen boloñés, Zoen Tencarari, que apoyó en particular las órdenes religiosas mendicantes establecidas en la diócesis.

### Desde el papado de Aviñón a la actualidad

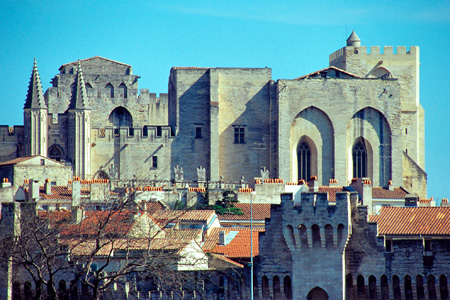
Palacio papal de Aviñón, que hasta el fue el palacio de los obispos de Aviñón

El siglo XIV comenzó con la fundación de la Universidad de Aviñón por el obispo Bertrand d'Aimini, bajo cuyo episcopado los papas establecieron su residencia en Aviñón de 1309 a 1376. Si bien la ciudad se hizo famosa por este motivo, la diócesis de Aviñón fue a menudo confiada al gobierno de vicarios generales que la administraron en nombre de los pontífices, que conservaron el título episcopal.
El 21 de diciembre de 1475 fue elevada al rango de arquidiócesis metropolitana, con las diócesis sufragáneas de Carpentras, Vaison y Cavaillon.
A principios del siglo XVI la diócesis adoptó el rito romano. El siglo se vio entonces perturbado por la violencia que acompañó a la Reforma protestante. A pesar de la matanza de valdenses cerca del macizo de Luberon en 1545, el obispo de Apt se pasó al protestantismo y el príncipe de Nassau llegó incluso a prohibir el culto católico en el Principado de Orange. Aviñón, sin embargo, venció la herejía y el arzobispo François-Marie Taruzio aplicó con celo los cánones del Concilio de Trento.
El período de la Contrarreforma vio la introducción de nuevas órdenes religiosas en la diócesis: jesuitas, oratorianos, carmelitas descalzos, visitadinas y ursulinas. También gracias a estos religiosos el jansenismo no prosperó y no se estableció en la arquidiócesis. Entre los siglos siglo XVII y siglo XVIII, se establecieron en Aviñón tres nuevos seminarios, respetando generosamente las disposiciones tridentinas.
En el siglo XVIII la arquidiócesis incluía más de 50 parroquias, incluidas 13 más allá del Ródano en Languedoc, 25 más allá del río Durance en Provenza, 7 en la ciudad de Aviñón y el resto en el condado Venaissin.
Durante la época revolucionaria se impuso un vicario capitular en sustitución del arzobispo Giovanni Carlo Vincenzo Giovio, hasta el punto de que el papa Pío VI protestó con la encíclica Adeo nota del 23 de abril de 1791. Sin embargo, la Constitución civil del clero no arraigó y los sacerdotes que le juraban fidelidad eran una pequeña minoría, mientras que la gran mayoría, a pesar del peligro, seguía ejerciendo en secreto el ministerio sacerdotal. Cuatro sacerdotes de Aviñón fueron ejecutados en París en 1792 y treinta y dos monjas fueron guillotinadas en Orange en 1794. Fueron beatificadas por el papa Pío XI el 10 de mayo de 1925.
Tras el concordato con la bula Qui Christi Domini del papa Pío VII del 29 de noviembre de 1801, la arquidiócesis se amplió incorporando el territorio de numerosas diócesis suprimidas: Alais (en parte), Apt (en gran parte), Carpentras, Cavaillon, Nimes, Orange, Saint-Paul-Trois-Châteaux (en parte), Sisteron (pequeña parte), Uzès y Vaison. Además, incorporó algunas parroquias que pertenecían a la diócesis de Gap. Sin embargo, simultáneamente perdió el rango de arquidiócesis y se convirtió en sufragánea de la arquidiócesis de Aix. El nuevo territorio diocesano incluía los dos departamentos de Vaucluse y Gard.
En junio de 1817 se estipuló un nuevo concordato entre la Santa Sede y el gobierno francés, al que siguió el 27 de julio la bula Commissa divinitus, con la que el papa restableció la sede metropolitana de Aviñón, con Orange como única diócesis sufragánea. Sin embargo, dado que el concordato no entró en vigor al no ser ratificado por el Parlamento de París, estas decisiones no surtieron efecto.
El 6 de octubre de 1822, con la bula Paternae charitatis del papa Pío VII, se restableció la diócesis de Nimes, derivando su territorio de la diócesis de Aviñón, y al mismo tiempo esta última fue nuevamente elevada al rango de arquidiócesis metropolitana, con las diócesis sufragáneas de Valence, de Viviers, de Nimes y de Montpellier.
El 8 de diciembre de 2002, con la reorganización de los distritos diocesanos franceses, Aviñón perdió el rango de sede metropolitana, manteniendo el título de arzobispado, y pasó a formar parte de la provincia eclesiástica de Marsella.

## Estadísticas
Según el Anuario Pontificio 2023 la arquidiócesis tenía a fines de 2022 un total de 450 000 fieles bautizados.
| Año                                                                             | Población            | Población | Población      | Sacerdotes | Sacerdotes    | Sacerdotes    | Bautizados por sacerdote | Diáconos permanentes | Religiosos | Religiosos | Parroquias |
| Año                                                                             | Bautizados católicos | Total     | % de católicos | Total      | Clero secular | Clero regular | Bautizados por sacerdote | Diáconos permanentes | Varones    | Mujeres    | Parroquias |
| ------------------------------------------------------------------------------- | -------------------- | --------- | -------------- | ---------- | ------------- | ------------- | ------------------------ | -------------------- | ---------- | ---------- | ---------- |
| 1950                                                                            | 200 000              | 249 838   | 80.1           | 209        | 159           | 50            | 956                      |                      | 45         | 700        | 176        |
| 1959                                                                            | 262 000              | 268 318   | 97.6           | 221        | 179           | 42            | 1185                     |                      | 56         | 650        | 176        |
| 1970                                                                            | 340 000              | 353 966   | 96.1           | 231        | 174           | 57            | 1471                     |                      | 76         | 484        | 175        |
| 1980                                                                            | 334 000              | 395 400   | 84.5           | 227        | 176           | 51            | 1471                     | 1                    | 79         | 492        | 175        |
| 1990                                                                            | 406 000              | 463 700   | 87.6           | 241        | 148           | 93            | 1684                     | 7                    | 151        | 349        | 178        |
| 1999                                                                            | 350 000              | 475 819   | 73.6           | 172        | 125           | 47            | 2034                     | 17                   | 90         | 300        | 178        |
| 2000                                                                            | 350 000              | 500 138   | 70.0           | 166        | 122           | 44            | 2108                     | 19                   | 86         | 278        | 178        |
| 2001                                                                            | 350 000              | 498 523   | 70.2           | 162        | 120           | 42            | 2160                     | 19                   | 79         | 270        | 178        |
| 2002                                                                            | 350 000              | 498 523   | 70.2           | 164        | 122           | 42            | 2134                     | 19                   | 78         | 257        | 178        |
| 2003                                                                            | 350 000              | 498 523   | 70.2           | 164        | 122           | 42            | 2134                     | 20                   | 84         | 249        | 178        |
| 2004                                                                            | 350 000              | 498 523   | 70.2           | 182        | 120           | 62            | 1923                     | 18                   | 105        | 237        | 178        |
| 2006                                                                            | 350 500              | 500 000   | 70.1           | 186        | 124           | 62            | 1884                     | 24                   | 103        | 229        | 178        |
| 2012                                                                            | 405 100              | 554 000   | 73.1           | 186        | 123           | 63            | 2177                     | 27                   | 97         | 174        | 179        |
| 2015                                                                            | 448 000              | 558 861   | 80.2           | 145        | 100           | 45            | 3089                     | 28                   | 80         | 181        | 176        |
| 2018                                                                            | 446 850              | 557 548   | 80.1           | 135        | 102           | 33            | 3310                     | 25                   | 83         | 131        | 178        |
| 2020                                                                            | 448 400              | 559 479   | 80.1           | 130        | 99            | 31            | 3449                     | 25                   | 85         | 138        | 169        |
| 2022                                                                            | 450 000              | 561 469   | 80.1           | 135        | 88            | 47            | 3333                     | 22                   | 99         | 153        | 173        |
| Fuente: Catholic-Hierarchy, que a su vez toma los datos del Anuario Pontificio. |                      |           |                |            |               |               |                          |                      |            |            |            |

## Episcopologio
La cronología de los obispos de Aviñón de los primeros siglos está fuertemente influenciada por el descubrimiento de un manuscrito, atribuido a Jean Savaron y anterior al siglo XVI, realizado por el cartujo Polycarpe de la Rivière, abad de Bompas, y publicado a principios del siglo XVII, un manuscrito que ningún otro historiador pudo consultar posteriormente porque era inalcanzable. Esto ha levantado fuertes sospechas de que el manuscrito de Savaron puede ser una falsificación y que los 25 obispos que menciona antes de Saturnino son todos falsos.
- Nectario † (antes de 439-después de 451)
- Saturnino † (mencionado en 465)
- Giuliano † (mencionado en 506)[nota 2]
- Salutare † (mencionado en 517)
- Eucherio? †[nota 3]
- Antonino † (antes de 541-después de 554)[nota 4]
- Giovanni † (mencionado en 585)
- Valente † (mencionado en 586)[nota 5]
- San Massimo † (mencionado en 618)[nota 6]
- San Magno †
- San Agricola † (circa fines del siglo VII)
- San Veredemio †[nota 7]
- Umberto? † (mencionado en 795)[nota 8]
- Ragenuzio † (mencionado en 855)[nota 9]
- Ilduino † (antes de 860-después de 876)
- Ratfredo † (mencionado en 878-después de 879)
- Remigio † (antes de 907-después de 910)
- Fulcherio † (antes de 913-después de 916)
- Landerico † (antes de 968-después de 971)
- Guarnerio † (antes de 979-después de 982)
- Rostaing I † (antes de 1002)
- Pierre I † (mencionado en 1002)
- Heldebert † (antes de 1006-1033)
- Senioret † (1033-1036)
- Benoît I † (1037-después de 1047)
- Rostaing II † (antes de 1050-después de 1073)
  - Gibelin de Arlés † (mencionado en 1094) (administrador apostólico)
- Albert † (1095-después de 1120)
- Laugier † (antes de 1124-1142)
- Geoffroy I † (1143-después de 1168)
- Raymond I † (1173-1174)
- Geoffroy II † (1173-1177)
- Pons † (1178-1180)
- Rostaing III de Marguerite † (1180-1197)
- Rostaing IV † (1197-1209 falleció)
- Guillaume I de Montelier † (1209-18 noviembre circa 1216 falleció)
  - Sede vacante
- Pierre II † (mencionado en 1225)
- Nicolas de Corbie, O.S.B. † (antes de 1226-después de 1230)
- Bernard I † (mencionado en 1233)
- Benoît II † (mencionado en 1238)
- Zoen Tencarari † (1242-5 de noviembre de 1261 falleció)
- Bertrand de Saint-Martin † (5 de marzo de 1264-11 de octubre de 1266 nombrado arzobispo de Arlés)
- Robert d'Uzès † (27 de julio de 1267-circa 1287 falleció)
- Benoît III † (mencionado en 1288)
- Rimbaud, O.P. † (28 de enero de 1289-1289/1290 renunció)
- André de Languiscel † (15 de marzo de 1290-después de 1294)
- Bertrand III Aymini † (1300-18 de marzo de 1310 nombrado obispo de Fréjus)
- Jacques Arnaud Duèze † (18 de marzo de 1310-23 de diciembre de 1312 renunció, sucesivamente electo papa con el nombre de Juan XXII)
- Giacomo de Via † (20 de febrero de 1313-13 de junio de 1317 falleció)
- Papa Giovanni XXII † (1317-4 de diciembre de 1334 falleció)
- Jean II de Cojordan † (10 de mayo de 1336-23 de enero de 1349 nombrado obispo de Mirepoix)
- Papa Clemente VI † (1349-6 de diciembre de 1352 falleció)
- Papa Innocenzo VI † (18 de diciembre de 1352-12 de septiembre de 1362 falleció)
- Anglic de Grimoard, C.R.S.A. † (12 de diciembre de 1362-18 de septiembre de 1366 renunció)
- Papa Urbano V † (1366-1367)
- Philippe de Cabassole † (1367-1368)
- Pierre d'Aigrefeuille † (11 de octubre de 1368-16 de junio de 1371 falleció)
- Faydit d'Aigrefeuille, O.S.B. † (18 de julio de 1371-23 de diciembre de 1383 renunció)
  - François de Conzié † (24 de diciembre de 1383-?) (administrador apostólico)
  - Simon de Cramaud † (17 de marzo de 1391-19 de septiembre de 1391 nombrado administrador apostólico de Carcasona) (administrador apostólico)
- Gilles de Bellemère † (19 de agosto de 1392-1407 falleció)
  - Pierre de Tourroye † (16 de septiembre de 1409-9 de diciembre de 1410 falleció) (administrador apostólico)
- Guy de Roussillon-Bouchage, O.S.B. † (23 de marzo de 1411-antes del 20 de abril de 1429)
- Marco Condulmer † (9 de enero de 1432-4 de noviembre de 1433 nombrado obispo de Tarentaise)
  - Louis de la Palud, O.S.B. (4 de noviembre de 1433-1435?) (obispo electo)
- Alain de Coëtivy † (30 de octubre de 1437-3 de mayo de 1474 falleció)
- Giuliano della Rovere † (23 de mayo de 1474-1 de noviembre de 1503 electo papa con el nombre de Julio II)
  - Georges d'Amboise † (4 de noviembre de 1503-1503 renunció) (administrador apostólico)
- Antoine Florès † (4 de diciembre de 1503-1512)
- Orlando della Rovere-del Carretto † (12 de agosto de 1512-?)
- Ippolito de' Medici † (1527 o 10 de enero de 1529-10 o 13 de agosto de 1535 falleció)
  - Alessandro Farnese † (13 de agosto de 1535-15 de junio de 1551 renunció) (administrador apostólico)
- Annibale Bozzuti † (15 de junio de 1551-1560 renunció)
  - Alessandro Farnese † (1560-1566 renunció) (administrador apostólico por segunda vez)
- Feliciano Capitone, O.S.M. † (3 de abril de 1566-1576 falleció)
  - Georges d'Armagnac † (6 de enero de 1577-8 de junio de 1584 nombrado arzobispo de Toulouse) (administrador apostólico)
- Domenico Grimaldi † (8 de junio de 1584-2 de agosto de 1592 falleció)
- Francesco Maria Tarugi, C.O. † (9 de diciembre de 1592-15 de septiembre de 1597 nombrado arzobispo de Siena)
- Giovanni Francesco Bordini, C.O. † (11 de marzo de 1598-enero de 1609 falleció)
- Etienne Dulci, O.P. † (6 de abril de 1609-23 de junio de 1624 falleció)
- Mario Filonardi † (16 de septiembre de 1624-19 de agosto de 1644 falleció)
- Bernardo Pinelli, C.R. † (19 de diciembre de 1644-18 de enero de 1646 falleció)
- Cesare Argelli † (6 de mayo de 1647-30 de julio de 1648 falleció)
- Domenico de Marini, O.P. † (1 de marzo de 1649-20 de junio de 1669 falleció)
- Azzo Ariosto † (9 de septiembre de 1669-17 de noviembre de 1672 falleció)
- Giacinto Libelli, O.P. † (30 de enero de 1673-23 de octubre de 1684 falleció)
- Alessandro Montecatini, O.Carth. † (13 de mayo de 1686-6 de octubre de 1689 falleció)
- Lorenzo Maria Fieschi † (10 de julio de 1690-18 de mayo de 1705 nombrado arzobispo de Génova)
- Francesco Maurizio Gonteri † (7 de septiembre de 1705-mayo de 1742 falleció)
- Joseph Guyon de Crochans † (30 de julio de 1742-22 de septiembre de 1756 falleció)
- Francesco Maria Manzi † (28 de marzo de 1757-6 de noviembre de 1774 falleció)
- Giovanni Carlo Vincenzo Giovio † (11 de septiembre de 1775-11 de octubre de 1793 falleció)
  - Sede vacante (1793-1802)[nota 10]
- Jean-François Périer † (30 de abril de 1802-27 de septiembre de 1817 renunció)
  - Sede vacante (1817-1821)
- Étienne Parfait Martin Maurel de Mons † (24 de septiembre de 1821-6 de octubre de 1830 falleció)
- Louis Joseph d'Humières † (24 de febrero de 1832-21 de septiembre de 1834 falleció)
- Jacques-Marie-Antoine-Célestin du Pont † (24 de julio de 1835-24 de enero de 1842 nombrado arzobispo de Bourges)
- Paul Naudo † (22 de julio de 1842-23 de abril de 1848 falleció)
- Jean-Marie-Mathias Debelay † (11 de diciembre de 1848-27 de septiembre de 1863 falleció)
- Louis-Anne Dubreil † (21 de diciembre de 1863-13 de enero de 1880 falleció)
- François-Edouard Hasley † (27 de febrero de 1880-27 de marzo de 1885 nombrado arzobispo de Cambrai)
- Louis-Joseph-Marie-Ange Vigne † (27 de marzo de 1885-9 de noviembre de 1895 falleció)
- Louis-François Sueur † (25 de junio de 1896-12 de septiembre de 1907 renunció[nota 11])
- Gaspard-Marie-Michel-André Latty † (15 de octubre de 1907-3 de octubre de 1928 falleció)
- Gabriel-Roch de Llobet † (3 de octubre de 1928 por sucesión-22 de abril de 1957 falleció)
- Joseph-Martin Urtasun † (22 de abril de 1957 por sucesión-25 de junio de 1970 retirado[nota 12])
- Eugène-Jean-Marie Polge † (25 de junio de 1970 por sucesión-25 de abril de 1978 renunció)
- Raymond Joseph Louis Bouchex † (25 de abril de 1978-21 de junio de 2002 retirado)
- Jean-Pierre Marie Cattenoz, Ist. N.S. della Vita (21 de junio de 2002-11 de enero de 2021 retirado)[nota 13]
- François Fonlupt, desde el 11 de junio de 2021